# Osvaldoginella ornata
Osvaldoginella ornata is een slakkensoort uit de familie van de Cystiscidae. De wetenschappelijke naam van de soort werd in 2007, als Canalispira ornata, voor het eerst geldig gepubliceerd door T. McCleery en A. Wakefield.